# Margareta Budner
Margareta Budner (ur. 11 czerwca 1975 w Koninie) – polska polityk i lekarz chirurg, senator VI, IX i X kadencji.

## Życiorys
W 2000 ukończyła studia na Akademii Medycznej w Poznaniu, specjalizowała się w zakresie chirurgii dziecięcej. W trakcie studiów była stażystką w Szpitalu Klinicznym w Stralsund. W 2014 uzyskała stopień doktora nauk medycznych w Instytucie Matki i Dziecka.
Od 2000 do 2001 odbywała staż w Szpitalu Klinicznym w Gdańsku. Następnie pracowała w Szpitalu Wojewódzkim w Koninie. W okresie 2002–2003 była zatrudniona w Klinice Chirurgii Dziecięcej Samodzielnego Publicznego Szpitala Klinicznego w Warszawie. W 2003 została zatrudniona w Klinice Chirurgii Dziecięcej i Transplantacji Narządów Centrum Zdrowia Dziecka.
W 2001 wstąpiła do Samoobrony RP. W 2005 z jej ramienia uzyskała liczbą 34 540 głosów mandat senatorski w okręgu konińskim. Zasiadała w Komisji Spraw Europejskich oraz Komisji Zdrowia. 7 grudnia 2006 wystąpiła z klubu parlamentarnego i partii, 24 stycznia 2007 wstąpiła do Koła Senatorów Niezależnych i Ludowych.
W wyborach parlamentarnych w tym samym roku bez powodzenia ubiegała się o reelekcję z ramienia Prawa i Sprawiedliwości (otrzymując 71 016 głosów zajęła trzecie miejsce spośród 11 kandydatów). Dwa lata później bezskutecznie kandydowała z listy PiS do Parlamentu Europejskiego (otrzymała 4122 głosy).
W wyborach parlamentarnych w 2011 ponownie bezskutecznie kandydowała z ramienia PiS do Senatu w okręgu konińskim. Otrzymując 33 255 głosów, zajęła drugie miejsce wśród sześciu kandydatów. W 2015 została ponownie zarejestrowana jako kandydatka PiS do izby wyższej parlamentu w okręgu 93 (Konin). Uzyskała mandat senatora IX kadencji, otrzymując 53 754 głosy. W wyborach w 2019 z powodzeniem ubiegała się o senacką reelekcję, otrzymując 98 117 głosów. Nie kandydowała w kolejnych wyborach w 2023.

## Życie prywatne
Jest córką Alfreda Budnera.

## Wyniki wyborcze
| Wybory | Komitet wyborczy                  | Komitet wyborczy                    | Organ              | Okręg           | Wynik           |
| ------ | --------------------------------- | ----------------------------------- | ------------------ | --------------- | --------------- |
| 2005   |                                   | Samoobrona Rzeczpospolitej Polskiej | Senat VI kadencji  | nr 36           | 34 540 (15,79%) |
| 2007   |                                   | Prawo i Sprawiedliwość              | Senat VII kadencji | nr 36           | 71 016 (23.72%) |
| 2009   | Parlament Europejski VII kadencji | Prawo i Sprawiedliwość              | nr 7               | 4122 (3,40%)    |                 |
| 2011   | Senat VIII kadencji               | Prawo i Sprawiedliwość              | nr 36              | 33 255 (25,83%) |                 |
| 2015   | Senat IX kadencji                 | Prawo i Sprawiedliwość              | nr 93              | 53 754 (39,98%) |                 |
| 2019   | Senat X kadencji                  | Prawo i Sprawiedliwość              | nr 93              | 98 117 (59,34%) |                 |